# Film algerini proposti per l'Oscar al miglior film straniero
Nel corso degli anni, alcuni film algerini sono stati candidati al Premio Oscar nella categoria miglior film straniero. 
L'Algeria ha vinto in totale una statuetta e ha avuto quattro candidature. 
| Anno | Film                                                                          | Regia                   | Risultato     |
| ---- | ----------------------------------------------------------------------------- | ----------------------- | ------------- |
| 1970 | Z - L'orgia del potere (Z)                                                    | Costa-Gavras            | Vincitore     |
| 1976 | Cronaca degli anni di brace (Chronique des années de braise/وقائع سنين الجمر) | Mohammed Lakhdar-Hamina | Non candidato |
| 1983 | Vent de sable (Vent de sable/ رياح رملية)                                     | Mohammed Lakhdar-Hamina | Non candidato |
| 1984 | Ballando ballando (Le Bal)                                                    | Ettore Scola            | Candidato     |
| 1988 | La dernière image                                                             | Mohammed Lakhdar-Hamina | Non candidato |
| 1992 | Cheb                                                                          | Rachid Bouchareb        | Non candidato |
| 1995 | Automne... Octobre à Alger                                                    | Malik Lakhdar-Hamina    | Non candidato |
| 1996 | Poussières de vie                                                             | Rachid Bouchareb        | Candidato     |
| 1997 | Salut Cousin !                                                                | Merzak Allouache        | Non candidato |
| 2001 | Little Senegal                                                                | Rachid Bouchareb        | Non candidato |
| 2002 | Inch'Allah dimanche                                                           | Yamina Benguigui        | Non candidato |
| 2003 | Rachida                                                                       | Yamina Bachir Chouikh   | Non candidato |
| 2007 | Days of Glory (Indigènes/ إنديجان)                                            | Rachid Bouchareb        | Candidato     |
| 2009 | Masquerades (Mascarades/ مسخرة)                                               | Lyes Salem              | Non candidato |
| 2011 | Uomini senza legge (Hors-la-loi)                                              | Rachid Bouchareb        | Candidato     |
| 2013 | Zabana! (زبانة)                                                               | Saïd Ould Khelifa       | Non candidato |
| 2016 | Ghouroub Edhilal (غروب الظلال)                                                | Mohammed Lakhdar-Hamina | Non candidato |
| 2017 | Le puits                                                                      | Lotfi Bouchouchi        | Non candidato |
| 2018 | La route d'Istanbul                                                           | Rachid Bouchareb        | Non candidato |
| 2019 | Until the End of Time (Ila Akher Ezaman)                                      | Yasmine Chouikh         | Non candidato |
| 2020 | Non conosci Papicha (Papicha)                                                 | Mounia Meddour          | Non candidato |
| 2021 | Héliopolis                                                                    | Djafar Gacem            | TBD           |

| Non candidato | Il film è stato proposto dall'Algeria, ma non è stato candidato dall'Academy of Motion Picture Arts and Sciences. |
| Short-list    | Il film è entrato nella "short-list" stilata a gennaio dei nove candidati per l'Oscar al miglior film straniero.  |
| Candidato     | Il film è entrato a far parte dei cinque candidati per l'Oscar al miglior film straniero.                         |
| Vincitore     | Il film ha vinto l'Oscar al miglior film straniero.                                                               |